# Kent Hovind
Kent E. Hovind (15 januari 1953), ook bekend als Dr. Dino, is een Amerikaanse evangelist en jongeaardecreationist. Hovind is bekend van zijn seminars en video's, die ten doel hebben het publiek ervan te overtuigen dat het Bijbelse scheppingsverhaal de letterlijke waarheid bevat en theorieën over de oorsprong en ouderdom van de aarde en het leven niet juist zijn. Hovind beweert dat de evolutietheorie een (staats)religie is zonder enig wetenschappelijk bewijs.
Hovind heeft zowel christelijke als niet-christelijke tegenstanders die zich storen aan Hovind omdat ze hem onwetenschappelijk vinden en vanwege zijn complottheorieën. Zo stelt hij dat hiv, de ziekte van Parkinson, het westnijlvirus, alzheimer, diabetes en veel andere ziektes door "de geldmeesters en regeringen van de wereld" ontwikkeld zijn. Ook stelt hij dat de Amerikaanse overheid een medicijn tegen kanker achterhoudt.

## Opleiding
Hovind haalde in 1971 zijn diploma aan de East Peoria Community High School in East Peoria (Illinois). Van 1972 tot 1974 studeerde hij aan het niet-geaccrediteerde Midwestern Baptist College en behaalde een bachelor in godsdienstonderwijs. In 1988 respectievelijk 1991 behaalde Hovind een master en doctoraat in godsdienstonderwijs aan de eveneens niet-geaccrediteerde Patriot University in Colorado Springs (Colorado), tegenwoordig Patriot Bible University geheten. Zijn proefschrift, waaraan hij de doctorstitel ontleent is omstreden. Hovind heeft lang geweigerd het document openbaar te maken, maar een gescande versie werd in 2009 via wikileaks
bekend, wat tot grote hilariteit leidde.
 Hello, my name is Kent Hovind. I am a creation/science evangelist. I live in Pensacola, Florida. I have been a high school science teacher since 1976. I've been very active in the creation/evolution controversy for quite some time.— Kent Hovind, proefschrift

## Werkzaamheden
Hovind is als godsdienstleraar werkzaam geweest en stichtte in de jaren 80 een op baptistische leer gebaseerde Bijbelschool en dito kerk. In 1989 begon hij met Creation Science Evangelism, een vorm van evangelisatie verbonden met creationisme. Negen jaar later ging hij ook het internet op met een website ter verdediging van de scheppingsleer ('Drdino.com', genoemd naar zijn bijnaam). Eveneens kwamen er artikelen en video's over dezelfde onderwerpen van zijn hand en gaf hij lezingen.
In 2001 lanceerde hij het attractiepark Dinosaur Adventure Land in Pensacola (Florida), waarin het jongeaardecreationisme wordt uitgedragen. In 2004 kwam het park onder vuur te liggen van het Committee for Skeptical Inquiry dat na een bezoek het themapark verweet zich schuldig te maken aan misleiding.

## Geldprijs voor bewijs van evolutie
Hovind biedt $ 250.000 aan diegene die sluitend bewijs kan leveren dat er geen andere verklaringen mogelijk zijn voor het ontstaan van de aarde en het leven dan de huidige wetenschappelijke inzichten, die hij samen de evolutietheorie noemt. Hovind wil onder andere bewijs zien dat een nieuwe soort kan ontstaan uit een andere soort. De geldprijs wordt aangeboden sinds 1990. Het bedrag was eerst $ 10.000, later werd het verhoogd naar $ 250.000.
Deze opdracht wordt bekritiseerd door wetenschappers omdat hij vereist dat alle, ook absurde, ontstaanstheorieën eerst ontkracht moeten worden alvorens een bewijs voor de evolutietheorie geaccepteerd wordt:
"Prove beyond reasonable doubt that the process of evolution [..] is the only possible way [..]"
Deze formulering maakt de opdracht onwetenschappelijk omdat het bijvoorbeeld onmogelijk is de theorie dat kabouters de wereld hebben gebouwd te falsificeren. Hovind verstaat onder de evolutietheorie de volgende punten:
- tijd, ruimte en materie zijn ontstaan uit niets;
- planeten en sterren zijn ontstaan uit stof in de ruimte;
- materie creëerde uit zichzelf leven;
- vroege levensvormen pasten zich aan om te kunnen reproduceren;
- er vonden in het leven grootschalige veranderingen plaats (zoals van vissen naar amfibieën)

De meeste van deze punten behoren echter niet tot wat de meeste geleerden onder de eigenlijke evolutietheorie verstaan. De eerste twee punten vallen onder kosmologie en astronomie en punten 3 en 4 vallen onder abiogenese. Deze onderwerpen staan los van biologische evolutie op de planeet Aarde, maar zijn (naar Hovinds mening) wel voorwaardelijk voor evolutie.

## Veroordeling wegens belastingontduiking
In 2006 werden Hovind en zijn vrouw schuldig bevonden aan 58 punten met betrekking tot het ontduiken van belastingen. De strafmaat voor hem werd vastgesteld op tien jaar cel, het betalen van $640.000 belastingschuld en $7.078 voor de proceskosten. Kent Hovind werd op 8 juli 2015 vrijgelaten en stond de laatste maand van zijn straf onder huisarrest. Zelf ontkent hij echter dat er een probleem was met belasting. In plaats daarvan beweert hij dat er sprake was van complotvorming tegen hem.

## Kritiek uit creationistische hoek
De website van de creationistische organisatie Answers in Genesis bevatte voorheen kritiek op de standpunten en werkwijze van Kent Hovind. Toen de Amerikaanse afdeling van Answers in Genesis zich afsplitste van de afdelingen in andere landen, werd dit artikel weggehaald van de website. De afgesplitste organisaties gingen verder onder de naam Creation Ministries International en het materiaal werd vervolgens beschikbaar gemaakt op de website van deze organisatie.

## Trivia
Kent Hovind beweert dat er nog dinosauriërs en aan dinosauriërs gerelateerde dieren aanwezig zijn, zoals het monster van Loch Ness en de mokele-mbembe. Hij stelt dat dit niet onmogelijk is, gezien de meldingen van dit soort dieren. Zo bestaat er het verhaal dat een plesiosauriër eens enkele tieners op zou hebben gegeten. Volgens Hovind worden de meldingen van deze dieren tegenwoordig geheim gehouden, omdat het bestaan ervan in strijd zou zijn met de evolutietheorie.